# 布羅克漢普群島
67°17′S 67°56′W / 67.283°S 67.933°W
布羅克漢普群島是南極洲的群島，位於洛伯夫灣，由2座島嶼組成，處於阿德萊德島的莫特斯角西南面6公里，由英國的探險隊繪入地圖。